# Domov pro seniory Hortenzie
Domov pro seniory Hortenzie, příspěvková organizace hlavního města Prahy je poskytovatelem sociálních služeb v okrese Praha-východ, Středočeský kraj. Nachází se v obci Bořanovice u severního okraje Prahy. Původní sídlo bylo v Praze, v městské části Praha 1 na Malé Straně, v budově kláštera augustiniánů, v těsné blízkosti římskokatolického kostela sv. Tomáše. K přestěhování Domova do obce Bořanovice došlo v roce 1998. V současné době[kdy?] je ředitelkou Mgr. Hana Pavlíková.

## Základní služby
Domov pro seniory disponuje celkem 65 lůžky a je určen pro mladší seniory věkové kategorie 65 až 80 let a starší seniory věkové kategorie nad 80 let. Mezi základní poskytované služby Domova patří ubytování včetně celodenního stravování, pomoc při zvládání běžných úkonů každodenního života, ošetřovatelská péče o klienty a sociálně-psychologická a terapeutická péče – součástí je i ordinace praktického lékaře.

## Doplňkové služby
V Domově je k dispozici například kavárna, kadeřnice, pedikérka. Významná je i dobrovolnická činnost, klienti zde mají možnost využití canisterapie či pastorační péče.